# Primo Luigi Galasi
Primo Luigi Galasi (Cremona, 14 febbraio 1940 – 22 giugno 2019) è stato un calciatore e allenatore di calcio italiano, di ruolo attaccante.

## Carriera

### Calciatore
Partito dalle giovanili della Sampdoria, approda alla Torres, dove colleziona 41 reti in 143 presenze. Resta in Sardegna per sei anni, con una parentesi annuale all'Arezzo in comproprietà.

### Allenatore
Per dodici anni è stato membro dello staff tecnico del Siena, prima come allenatore delle giovanili e in seguito come vice della prima squadra, facendo da secondo a Marcello Lippi e Ferruccio Mazzola, che poi seguì anche al Perugia, allo Spezia e all'Alessandria.